# Графство Алтена
Графството Алтена (на немски: Grafschaft Altena) е графство в Свещената римска империя в днешната провинция Северен Рейн-Вестфалия, Германия.

## История
Графството Алтена се създава през 1161 г. при наследствената подялба на графовете на Берг. С Еберхард I фон Берг-Алтена се отцепва през 1161 г. една странична линия от графовете на Берг. Този фамилен клон се нарекъл графове от Алтена. Резиденцията им бил замъкът Алтена.
Графството се намирало на териториите на днешните Нойенраде, Люденшайд, Плетенберг и Майнерцхаген на Фолме. Център е бил днешният град Алтена на Лене.
Графстото се разделя след смъртта на Еберхард I фон Берг-Алтена на 23 януари 1180 г. между синовете му Арнолд фон Алтена и Фридрих фон Берг-Алтена. Образуват се графствата Алтена-Изенберг и Алтена-Марк.
Ото фон Марк e последният граф на Алтена между 1249 – 1262 г. След неговата смърт графството и титлата стават част от Графство Марк през 1262 г.